# Simhopp vid olympiska sommarspelen 2024
Simhopp vid olympiska sommarspelen 2024 arrangerades mellan 27 juli och 10 augusti 2024 i Centre aquatique olympique i Saint-Denis i Frankrike. Tävlingen bestod av totalt åtta grenar, varav fyra individuella och fyra i synkroniserad parhoppning.
Kina tog samtliga åtta guldmedaljer.

## Medaljörer
| Damer                              | Guld                         | Silver                         | Brons                                                 |
| 3 m svikt Detaljer...              | Chen Yiwen Kina              | Maddison Keeney Australien     | Chang Yani Kina                                       |
| 10 m plattform Detaljer...         | Quan Hongchan Kina           | Chen Yuxi Kina                 | Kim Mi-rae Nordkorea                                  |
| Parhopp 3 m svikt Detaljer...      | Kina Chen Yiwen Chang Yani   | USA Sarah Bacon Kassidy Cook   | Storbritannien Yasmin Harper Scarlett Mew Jensen      |
| Parhopp 10 m plattform Detaljer... | Kina Chen Yuxi Quan Hongchan | Nordkorea Kim Mi-rae Jo Jin-mi | Storbritannien Andrea Spendolini-Sirieix Lois Toulson |

| Herrar                             | Guld                          | Silver                                 | Brons                                       |
| 3 m svikt Detaljer...              | Xie Siyi Kina                 | Wang Zongyuan Kina                     | Osmar Olvera Mexiko                         |
| 10 m plattform Detaljer...         | Cao Yuan Kina                 | Rikuto Tamai Japan                     | Noah Williams Storbritannien                |
| Parhopp 3 m svikt Detaljer...      | Kina Wang Zongyuan Long Daoyi | Mexiko Juan Celaya Osmar Olvera        | Storbritannien Anthony Harding Jack Laugher |
| Parhopp 10 m plattform Detaljer... | Kina Yang Hao Lian Junjie     | Storbritannien Tom Daley Noah Williams | Kanada Rylan Wiens Nathan Zsombor-Murray    |

Denna tabell: visa • redigera

## Medaljtabell
*   Värdland ( Frankrike)
| Nr                  | Nation              | Guld | Silver | Brons | Totalt |
| ------------------- | ------------------- | ---- | ------ | ----- | ------ |
| 1                   | Kina                | 8    | 2      | 1     | 11     |
| 2                   | Storbritannien      | 0    | 1      | 4     | 5      |
| 3                   | Nordkorea           | 0    | 1      | 1     | 2      |
| 3                   | Mexiko              | 0    | 1      | 1     | 2      |
| 5                   | USA                 | 0    | 1      | 0     | 1      |
| 5                   | Japan               | 0    | 1      | 0     | 1      |
| 5                   | Australien          | 0    | 1      | 0     | 1      |
| 8                   | Kanada              | 0    | 0      | 1     | 1      |
| Totalt (8 nationer) | Totalt (8 nationer) | 8    | 8      | 8     | 24     |